# Ivo Andrić

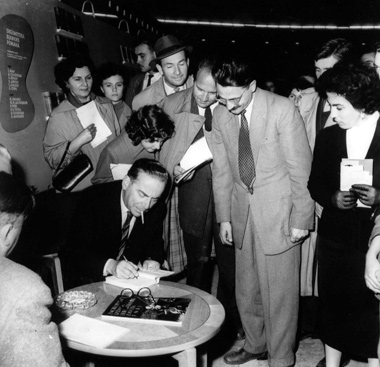
Ivo Andrić na Targach Książki w Belgradzie

Ivo Andrić (cyr. Иво Андрић; ur. 10 października 1892 we wsi Dolac koło Travnika w Bośni, zm. 13 marca 1975 w Belgradzie) – jugosłowiański powieściopisarz, nowelista i poeta, laureat Nagrody Nobla w dziedzinie literatury za rok 1961. Autor utworów poświęconych życiu w Bośni i bośniackiej historii.

## Życiorys
Andrić urodził się w zubożałej rzemieślniczej rodzinie. Dorastał w Višegradzie nad Driną, gimnazjum ukończył w Sarajewie. Przed I wojną światową studiował nauki humanistyczne w Zagrzebiu, Grazu i Krakowie, studia ukończył jednak dopiero w połowie lat dwudziestych w Grazu, gdzie uzyskał także tytuł doktorski (za pracę Rozwój życia duchowego Bośni w czasach panowania tureckiego).
Działał w ruchu niepodległościowym Mlada Bosna (Młoda Bośnia). Po zamachu w Sarajewie został aresztowany przez Austriaków i był więziony (internowany) aż do 1917. Po powstaniu Królestwa Jugosławii w 1924 rozpoczął służbę dyplomatyczną. Pracował jako dyplomata na placówkach w Rzymie, Bukareszcie, Marsylii, Paryżu, Madrycie i Genewie oraz w ministerstwie spraw zagranicznych. W chwili wkroczenia wojsk niemieckich do Jugosławii (1941) był ambasadorem w Berlinie.
Okres wojny światowej spędził w okupowanym Belgradzie, z dala od życia politycznego (odrzucił ofertę współpracy z władzami kolaboracyjnymi). To wówczas powstały jego najbardziej znane powieści: Most na Drinie, Konsulowie ich cesarskich mości i Panna – wszystkie opublikowane dopiero w 1945. Po wojnie był posłem do parlamentu oraz przewodniczącym związku pisarzy. W roku 1961 otrzymał Nobla za całokształt twórczości. W 1964 uzyskał tytuł doktora honoris causa Uniwersytetu Jagiellońskiego. W Krakowie znajduje się również ulica Ivo Andricia.
Jego żoną była Milica Babić-Jovanović.

## Twórczość
Andrić debiutował wierszami na łamach prasy w 1911. Próbował swych sił także w prozie poetyckiej (Ex ponto i Niepokój). Sławę zyskał utworami pisanymi prozą narracyjną. W latach międzywojennych wydał 3 zbiory opowiadań (w 1924, 1931 i 1936), pierwszą powieść opublikował dopiero po wojnie. Od wczesnej młodości zajmował się publicystyką i pisał eseje, najbardziej znany tekst tego rodzaju to Rozmowa z Goyą.
Andrić, urodzony w Bośni w katolickiej chorwackiej rodzinie, uznawany jest najczęściej za pisarza serbskiego, przede wszystkim dlatego, że większą część swojego życia spędził w Belgradzie i pisał po serbsku (w wymowie ekawskiej, a nie chorwackiej bądź bośniackiej – jekawskiej). Sam jednak najczęściej twierdził, że jest Jugosłowianinem, choć we wcześniej fazie twórczości deklarował się jako Chorwat (np. w czasach studiów na Uniwersytecie Jagiellońskim w 1913 roku w rubrykę narodowość wpisał – chorwacką). Po jego śmierci w Jugosławii rozgorzały spory o jego przynależność narodową. Mimo obiekcji różnych stron (wynikających choćby z traktowania go przez część elit muzułmańskich w Bośni jako pisarza antyislamskiego), Andrić włączony jest do programów nauczania w Serbii, Chorwacji i Bośni.
W swojej twórczości ukazywał Bośnię jako terytorium pograniczne, leżące między Zachodem a Orientem, a powikłane dzieje (choćby wielowiekowa turecka obecność) jego rodzinnego kraju stanowiły podstawę wielu utworów, które charakteryzuje głęboka znajomość realiów tak historycznej, jak i współczesnej Bośni. Ponadto, utwory te cechuje silny psychologizm, wnikający w zagadkę losu ludzkiego, więc nie jest to proza historyczno-realistyczna, lecz silnie naznaczona pierwiastkami modernistycznymi. Dziś wizja Andricia wzbudza (z różnych zresztą względów) opór niemal wszystkich narodów zamieszkujących byłą Jugosławię – Serbów, Chorwatów i Boszniaków.

## Dzieła
- Ex Ponto (1918)
- Niepokoje (Немири, 1920)
- Opowiadania (Приповетке, 1924, 1931, 1936)
- Czasy Aniki (Аникина времена, 1931; przekł. pol. pt. Anika) (Państwowy Instytut Wydawniczy, Warszawa 1962 oraz (1978 Tłumaczenie: Alicja Dukanović Seria: Biblioteka Jednorożca))
- Most na Drinie (На Дрини ћуприја, 1945)
- Kronika trawnicka (Травничка хроника, 1945; przekł. pol. pt. Konsulowie ich cesarskich mości)
- Panna (Госпођица, 1945)
- Nowe opowiadania (Нове приповетке, 1948)
- Twarze (Лица, 1960)
- Przeklęte podwórze (Проклета авлија, 1954)
- Omer-pasza Latas (Омерпаша Латас, wyd. pośm. 1976); o tureckim generale Omerze Paszy
- Dom na odludziu (Кућа на осами, wyd. pośm. 1976)